# NGC 4898-1
NGC 4898-1 is een elliptisch sterrenstelsel in het sterrenbeeld Hoofdhaar. Het hemelobject werd op 6 april 1864 ontdekt door de Duits-Deense astronoom Heinrich Louis d'Arrest.

## Synoniemen
- MCG 5-31-82
- ZWG 160.248
- DRCG 27-121
- PGC 44736